# Powiat de Jarosław
Le powiat de Jarosław (en polonais : powiat jarosławski) est une subdivision de  la voïvodie des Basses-Carpates, dans le sud-est de la Pologne. Son chef lieu est la ville de Jarosław.

## Histoire
Le powiat a été recréé le 1er janvier 1999 par la réforme territoriale instaurée par la Loi de réorganisation de l'administration locale de 1998. 
Durant la Seconde république polonaise et jusqu'en 1939, il appartenait à la voïvodie de Lwów et de 1945 à 1975 à la voïvodie de Rzeszów.

## Découpage administratif

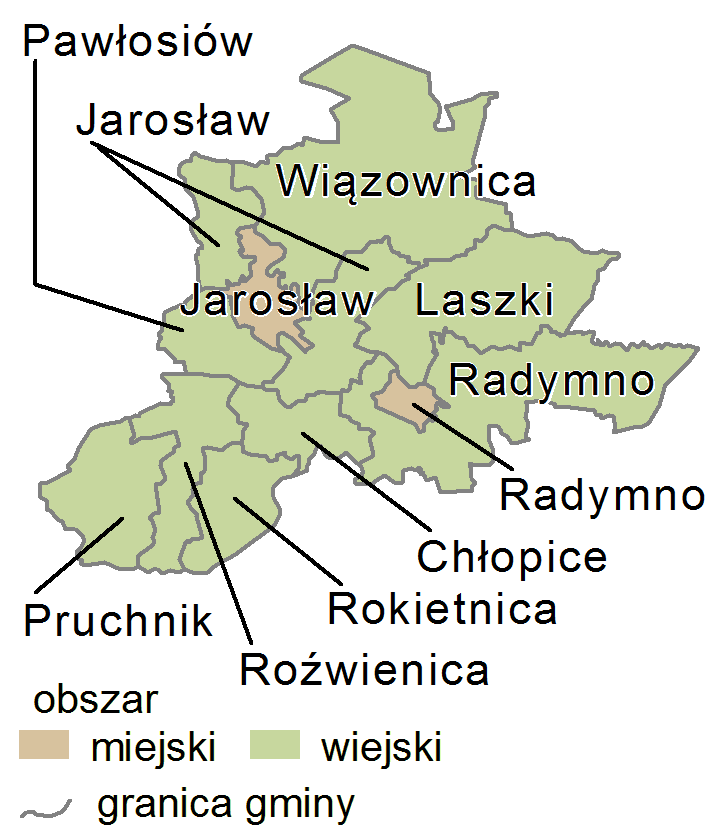
Carte du powiat (partie urbaine en marron et rurale en vert)

Le powiat est constitué de 11 communes (gminy) :
| Gmina                                     | Type   | Superficie (km²) | Population (2006) | Siège      |
| Jarosław                                  | urbain | 34,5             | 40 549            |            |
| Jarosław                                  | rural  | 114,1            | 12 665            | Jarosław * |
| Radymno                                   | rural  | 182,4            | 11 292            | Radymno *  |
| Wiązownica                                | rural  | 243,9            | 11 037            | Wiązownica |
| Pruchnik                                  | mixte  | 78,3             | 9 551             | Pruchnik   |
| Pawłosiów                                 | rural  | 47,5             | 8 190             | Pawłosiów  |
| Laszki                                    | rural  | 137,9            | 6 976             | Laszki     |
| Roźwienica                                | rural  | 70,7             | 6 395             | Roźwienica |
| Chłopice                                  | rural  | 49,1             | 5 690             | Chłopice   |
| Radymno                                   | urbain | 13,6             | 5 603             |            |
| Rokietnica                                | rural  | 57,4             | 4 420             | Rokietnica |
| * le siège ne fait pas partie de la gmina |        |                  |                   |            |